# 22945 Schikowski
22945 Schikowski è un asteroide della fascia principale. Scoperto nel 1999, presenta un'orbita caratterizzata da un semiasse maggiore pari a 2,2998581 UA e da un'eccentricità di 0,0678463, inclinata di 6,09998° rispetto all'eclittica.